# Calonotos chryseis
Calonotos chryseis là một loài bướm đêm thuộc phân họ Arctiinae, họ Erebidae.